# 케이트 노타
케이트 노타(Kate Lynn Nauta, 1982년 4월 29일 ~ )는 미국의 배우, 가수, 모델이다.
세일럼에서 태어났다.

## 영화
- 37 (2014)
- 썸원 투 러브 (2013년)
- 샤크 어택 (2013년) - 다이아나 역
- 몽유병자 (2012년) - 간호사 마리 역
- 파이브 아워즈 사우스 (2012년)
- 나인 마일즈 다운 (2009년) - 제니 크리스티안슨 역
- 좋은 남자 (2009년)
- 게임 플랜 (2007년) - 타티아나 역
- 트랜스포터 - 엑스트림 (2005년) - 롤라 역